# Skudde

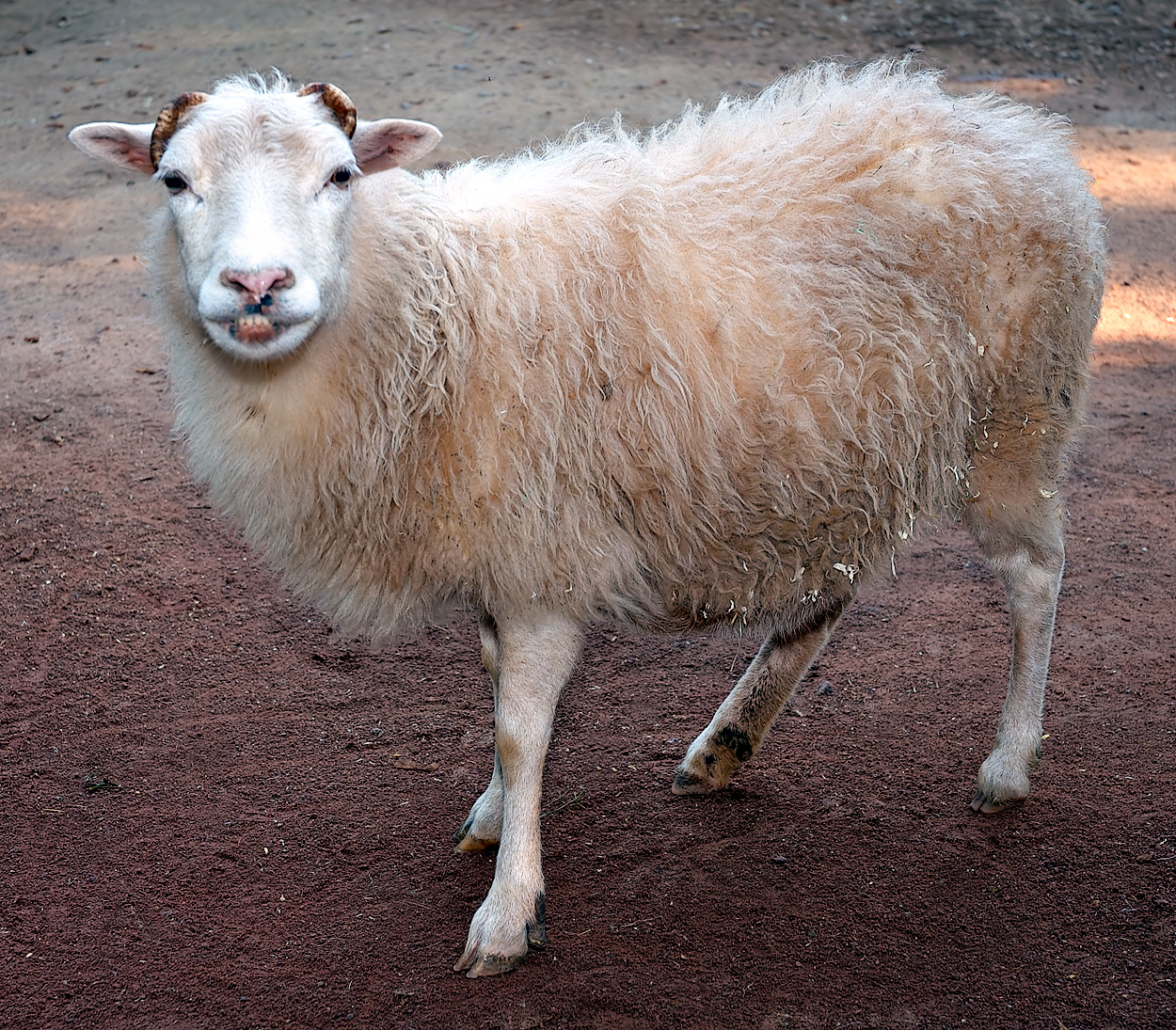

De Skudde is een klein schaap afkomstig uit de Baltische staten en Oost-Pruisen.
Ze hebben een schofthoogte van ongeveer 50-60 cm. Het schaap lijkt enigszins op de Ouessant. Skuddeschapen komen in verschillende effen kleuren voor. Bont komt ook wel voor, maar is niet gewenst. De ram heeft hoorns en de ooi soms ook. Het liefst is de staart licht behaard.  
Deze schaapjes worden vooral voor begrazing en als hobbydier gehouden.
In Nederland is er een vereniging voor skudde schapen, namelijk Stamboek Fokkersvereniging Skuddeschaap (SFS).